# Campeonato Mundial de Peso Completo del CMLL
El Campeonato Mundial de Peso Completo del CMLL (CMLL World Heavyweight Championship en inglés) es un campeonato mundial de lucha libre profesional dentro del Consejo Mundial de Lucha Libre. Es el campeonato de mayor importancia dentro de la empresa. El campeón actual es Gran Guerrero, quien se encuentra en su primer reinado.
Es el primer campeonato en actividad de mayor antigüedad dentro de la compañía y se presenta como el de mayor prestigio. Los combates por el campeonato suelen ser el main event de los eventos pago por visión (PPV) de la empresa — incluido Show Aniversario, el evento más importante del CMLL.
En la mayoría de las promociones de lucha libre profesionales en todo el mundo, la designación de "peso pesado mundial" se utiliza para indicar el campeonato de más alto rango en lugar de una división de peso real. Tradicionalmente, sin embargo, la lucha libre ha utilizado múltiples divisiones de peso, a menudo con las clases de menor peso recibiendo más atención de los promotores. CMLL continúa con esta tradición. Como es un campeonato de lucha libre profesional, no se gana por competencia real, sino por un final con guion de un combate.

## Historia
La promoción mexicana de lucha profesional Empresa Mexicana de Lucha Libre (EMLL) se fundó en 1933 e inicialmente reconoció una serie de campeonatos de lucha "nacional mexicana", respaldados por la Comisión de Box y Lucha Libre México DF (Comisión de Boxeo y Lucha de la Ciudad de México). El Campeonato Nacional Mexicano de Peso Pesado fue creado en 1926, y con el tiempo, EMLL comenzó a promover partidos para ese campeonato con la aprobación y supervisión de la comisión de lucha libre. En la década de 1950, EMLL se convirtió en miembro de la National Wrestling Alliance (NWA), reconoció el NWA World Heavyweight Championship. Así como el campeonato de más alto rango, y comenzó a promover partidos por el título para el NWA en México en alguna ocasión.
A fines de la década de los ochenta, EMLL abandonó la NWA para evitar su política y más tarde se rebautizaría como el "Consejo Mundial de Lucha Libre" (CMLL). A pesar de que habían dejado la NWA, todavía promocionaban los títulos de la NWA. A principios de la década de 1990, CMLL comenzó a restar importancia a los combates del Campeonato Nacional de Peso Pesado de México, presentándolos con menos frecuencia en los shows de CMLL, y finalmente dejó de promocionarlos por completo. En 1991, CMLL comenzó a crear una serie de campeonatos mundiales con la marca CMLL, el primero de los cuales fue para la división de peso pesado. El primer campeón se coronó en la final de un torneo de 16 hombres que vio a Konnan el Bárbaro derrotar a Cien Caras. Konnan perdió el título ante Cien Caras en su primera defensa del título el 18 de agosto de 1991, haciéndolo uno de los tres campeones sin una sola defensa del título con éxito.

### Torneo por el título
El torneo para coronar al primer campeón mundial de peso pesado CMLL se realizó del 24 de mayo al 9 de junio de 1991 y contó con 16 competidores. La primera ronda del torneo vio a dos miembros de la realeza de batalla de ocho hombres , cada uno de los cuales finalizó cuando quedaron cuatro luchadores en el ring. Esto se usó para cortar el campo a la mitad con los últimos cuatro luchadores restantes de cada partido avanzando a la siguiente ronda. Konnan, Rayo de Jalisco Jr., Black Magic y Mascara Ano 2000 avanzaron en la primera batalla real, mientras que Brazo de Plata, Vampiro Canadiense, Universo 2000 y El Egipcio fueron eliminados. En la segunda batalla real, Nitron, Pierroth Jr., Pirata Morgan y Cien Caras avanzaron mientras Fabulous Blondie, Gran Markus Jr., Máscara Sagrada y El Egipcio fueron eliminados.
Resultados del torneo
|  | Semifinales | Semifinales         | Semifinales |        |        | Final   | Final | Final |  |
|  |             |                     |             |        |        |         |       |       |  |
|  |             |                     |             |        |        |         |       |       |  |
|  | 1           | Konnan              | W           |        |        |         |       |       |  |
|  | 1           | Konnan              | W           |        |        |         |       |       |  |
|  | 4           | Rayo de Jalisco Jr. |             |        |        |         |       |       |  |
|  | 4           | Rayo de Jalisco Jr. |             | Konnan | Konnan | Ganador |       |       |  |
|  |             |                     |             | Konnan | Konnan | Ganador |       |       |  |
|  |             |                     | Cien Caras  |        |        |         |       |       |  |
|  | 3           | Nitron              |             |        |        |         |       |       |  |
|  | 3           | Nitron              |             |        |        |         |       |       |  |
|  | 2           | Cien Caras          | W           |        |        |         |       |       |  |
|  | 2           | Cien Caras          | W           |        |        |         |       |       |  |
|  |             |                     |             |        |        |         |       |       |  |

## Campeones

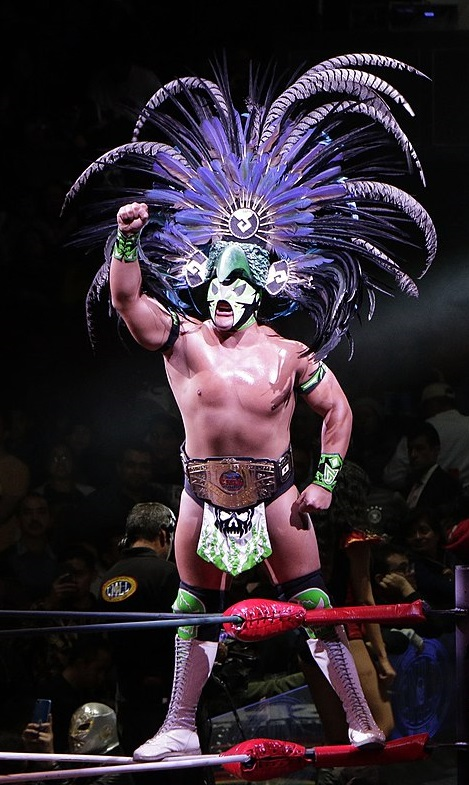
El campeón actual, Gran Guerrero.

El Campeonato Mundial de Peso Completo del CMLL es el campeonato máximo de la empresa, creado en 1991. El campeón inaugural fue Konnan el Bárbaro, quien derrotó a Cien Caras en la final de un torneo en un House show y desde esto, ha habido 17 distintos campeones oficiales, repartidos en 21 reinados en total. Además, el campeonato ha sido declarado vacante en cinco ocasiones a lo largo de su historia. Konnan el Bárbaro, Steele, Black Magic y Marco Corleone son los cuatro luchadores no mexicanos que han ostentado el título.
El reinado más largo en la historia del título le pertenece a Universo 2000, quien mantuvo el campeonato por 1225 días en su primer reinado. Por otro lado, Konnan el Bárbaro posee el reinado más corto en la historia del campeonato, con 70 días con el título en su haber.
En cuanto a los días en total como campeón (un acumulado entre la suma de todos los días de los reinados individuales de cada luchador), Universo 2000 también posee el primer lugar, con 2555 días como campeón entre sus tres reinados. Le siguen Último Guerrero (2037 días en sus dos reinados), El Terrible (1125 días en su único reinado), Máximo Sexy (843 días en su único reinado) y Rayo de Jalisco, Jr. (822 días en sus 2 reinados). Además, ocho luchadores fueron campeones durante más de un año de manera ininterrumpida: Universo 2000 (en dos ocasiones, 1225 y 999 días), El Terrible (1125 días), Máximo Sexy (843 días), Mr. Niebla (543 días), Dos Caras Jr. (533 días), Rayo de Jalisco, Jr. (en dos ocasiones, 453 y 365 días), Marco Corleone (442 días) y Brazo de Plata (396 días).
El campeón más joven en la historia es Steele, quien a los 26 años derrotó a Rayo de Jalisco, Jr. en un House show. En contraparte, el campeón más viejo es Último Guerrero, quien a los 46 años derrotó a Diamante Azul en Martes de Nuevos Valores. En cuanto al peso de los campeones, Brazo de Plata es el más pesado con 135 kilogramos, mientras que Máximo Sexy es el más liviano con 92 kilogramos.
Por último, Universo 2000 es el luchador con más reinados, ya que poseen 3, es seguido por Rayo de Jalisco Jr. y Último Guerrero (2).

### Campeón actual
El campeón actual es Gran Guerrero, quien se encuentra en su primer reinado como campeón. Gran Guerrero ganó el campeonato luego de derrotar a Hechicero el 7 de noviembre de 2022 en Lunes Arena Puebla.
Gran Guerrero registra hasta el 10 de agosto de 2025 las siguientes defensas televisadas:
1. vs. Euforia (17 de noviembre de 2023, Súper Viernes).

### Lista de campeones
A la fecha del 10 de agosto de 2025.
| N.º | Campeón             | Lucha                    | Lucha                           | Lucha                 | Estadísticas | Estadísticas | Notas y referencias                                                                                       |
| N.º | Campeón             | Fecha                    | Evento                          | Ubicación             | Reinado      | Días         | Notas y referencias                                                                                       |
| --- | ------------------- | ------------------------ | ------------------------------- | --------------------- | ------------ | ------------ | --- |
| 1   | Konnan el Bárbaro   | 9 de junio de 1991       | House show                      | Ciudad de México      | 1            | 70           | Derrotó a Cien Caras en la final de un torneo. Ese es el reinado más corto en la historia del campeonato. |
| 2   | Cien Caras          | 18 de agosto de 1991     | House show                      | Monterrey, Nuevo León | 1            | 222          | [ 2 ] |
| —   | Vacante             | 12 de junio de 1992      | N/A                             | —                     | —            | —            | Debido a que Cien Caras dejó la empresa para unirse a la AAA.                                             |
| 3   | Black Magic         | 20 de noviembre de 1992  | House show                      | Ciudad de México      | 1            | 219          | Derrotó a Rayo de Jalisco Jr. en la final de un torneo.                                                   |
| 4   | Brazo de Plata      | 27 de junio de 1993      | House show                      | Ciudad de México      | 1            | 396          | [ 4 ] |
| 5   | Silver King         | 28 de julio de 1994      | House show                      | Cuernavaca, Morelos   | 1            | 330          | [ 5 ] |
| 6   | Apolo Dantés        | 23 de junio de 1995      | House show                      | Ciudad de México      | 1            | 296          | [ 6 ] |
| 7   | Rayo de Jalisco Jr. | 18 de abril de 1996      | House show                      | Ciudad de México      | 1            | 365          | [ 7 ] |
| 8   | Steele              | 18 de abril de 1997      | 41. Aniversario de Arena México | Ciudad de México      | 1            | 165          | [ 8 ] |
| —   | Vacante             | Septiembre de 1997       | —                               | —                     | —            | —            | Debido a que Steele dejó la empresa para unirse a la World Wrestling Federation.                          |
| 9   | Universo 2000       | 17 de octubre de 1997    | House show                      | Ciudad de México      | 1            | 331          | Derrotó a Cien Caras y Rayo de Jalisco Jr. en la final de un torneo.                                      |
| 10  | Rayo de Jalisco Jr. | 13 de septiembre de 1998 | House show                      | Guadalajara, Jalisco  | 2            | 453          | [ 10 ] |
| 11  | Universo 2000       | 10 de diciembre de 1999  | House show                      | Ciudad de México      | 2            | 1225         | Este es el reinado más largo e la historia del campeonato.                                                |
| 12  | Mr. Niebla          | 18 de abril de 2003      | House show                      | Ciudad de México      | 1            | 543          | [ 12 ] |
| 13  | Universo 2000       | 12 de octubre de 2004    | House show                      | Ciudad de México      | 3            | 999          | [ 13 ] |
| 14  | Dos Caras Jr.       | 8 de julio de 2007       | House show                      | Ciudad de México      | 1            | 533          | [ 14 ] |
| 15  | Último Guerrero     | 22 de diciembre de 2008  | House show                      | Ciudad de México      | 1            | 963          | [ 15 ] |
| 16  | Héctor Garza        | 12 de agosto de 2011     | House show                      | Ciudad de México      | 1            | 128          | [ 16 ] |
| —   | Vacante             | 18 de diciembre de 2011  | Domingos Arena México           | Ciudad de México      | —            | —            | Debido a que Héctor dejó la empresa para unirse a la Perros del Mal Producciones.                         |
| 17  | El Terrible         | 1 de enero de 2012       | House show                      | Ciudad de México      | 1            | 1125         | Derrotó a Rush en la final de un torneo.                                                                  |
| 18  | Máximo Sexy         | 30 de enero de 2015      | Súper Viernes                   | Ciudad de México      | 1            | 843          | [ 18 ] |
| —   | Vacante             | 22 de mayo de 2017       | —                               | —                     | —            | —            | Debido a que Máximo fue despedido de la empresa por el acto vandálico.                                    |
| 19  | Marco Corleone      | 6 de junio de 2017       | Guadalajara Martes              | Guadalajara, Jalisco  | 1            | 442          | Derrotó a El Terrible en la final de un torneo.                                                           |
| —   | Vacante             | 22 de agosto de 2018     | —                               | —                     | —            | —            | Debido a una lesión en la rodilla de Corleone y más tardé dejó la empresa.                                |
| 20  | Último Guerrero     | 16 de octubre de 2018    | Martes de Nuevos Valores        | Ciudad de México      | 2            | 1074         | Derrotó a Diamante Azul en la final de un torneo.                                                         |
| 21  | Hechicero           | 24 de septiembre de 2021 | 88th Aniversario del CMLL       | Ciudad de México      | 1            | 409          | [ 21 ] |
| 22  | Gran Guerrero       | 7 de noviembre de 2022   | Lunes Clásico                   | Puebla de Zaragoza    | 1            | 1007+        | [ 22 ] |

### Total de días con el título
La siguiente lista muestra el total de días que un luchador ha poseído el campeonato, si se suman todos los reinados que posee.

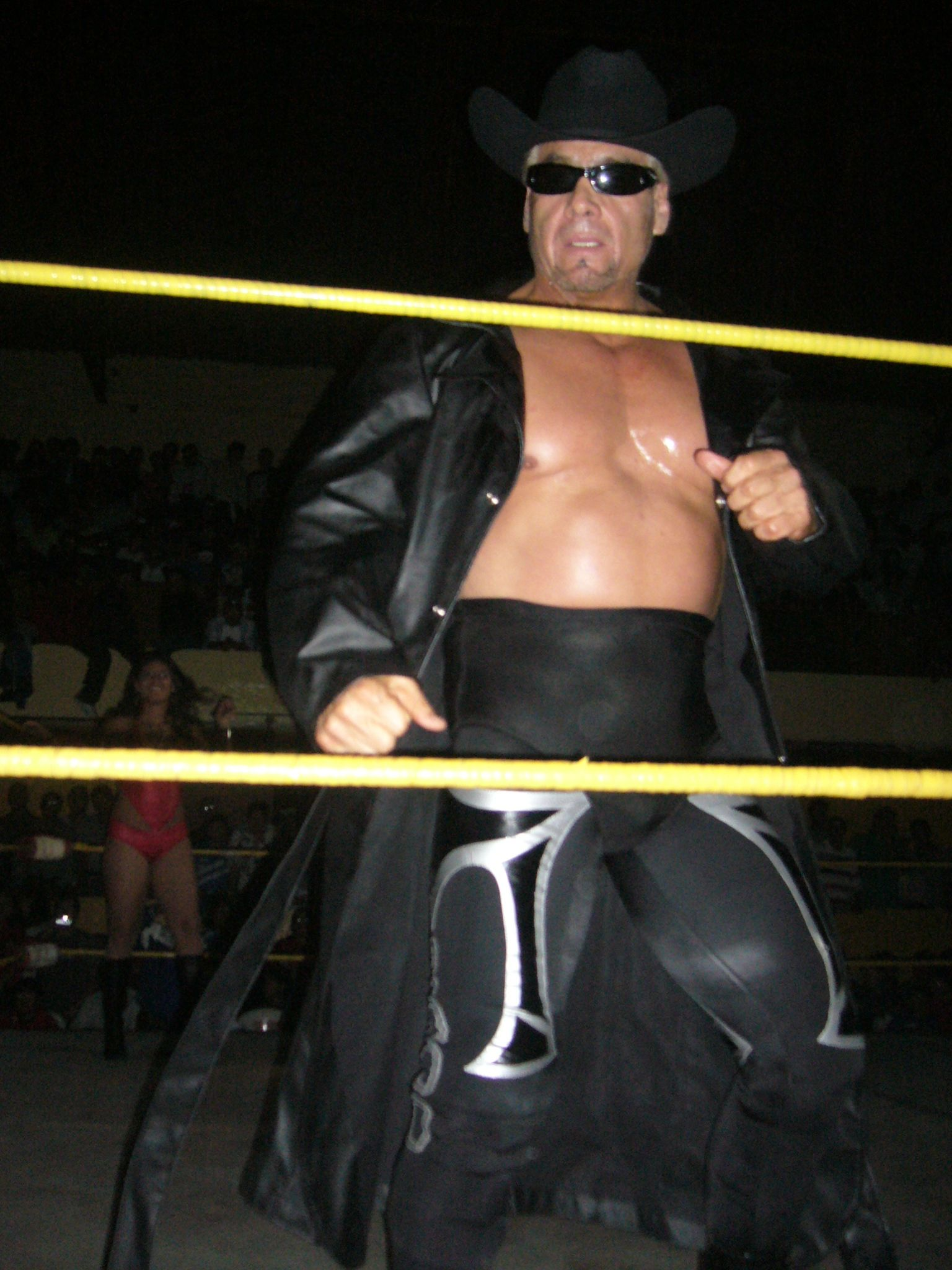
Universo 2000 es el luchador que más reinados tiene, con 3 reinados, además de poseer el reinado acumulativo más largo, con 2555 días.

A la fecha del 10 de agosto de 2025.
| + | Indica el campeón actual |

| N.º | Campeón             | Reinados | Total de días |
| --- | ------------------- | -------- | ------------- |
| 1   | Universo 2000       | 3        | 2555          |
| 2   | Último Guerrero     | 2        | 2037          |
| 3   | El Terrible         | 1        | 1125          |
| 4   | Gran Guerrero       | 1        | 1007+         |
| 5   | Máximo Sexy         | 1        | 843           |
| 6   | Rayo de Jalisco Jr. | 2        | 822           |
| 7   | Mr. Niebla          | 1        | 543           |
| 8   | Dos Caras Jr.       | 1        | 533           |
| 9   | Marco Corleone      | 1        | 442           |
| 10  | Hechicero           | 1        | 409           |
| 11  | Brazo de Plata      | 1        | 396           |
| 12  | Silver King         | 1        | 330           |
| 13  | Cien Caras          | 1        | 299           |
| 14  | Apolo Dantés        | 1        | 296           |
| 15  | Black Magic         | 1        | 219           |
| 16  | Steele              | 1        | 165           |
| 17  | Héctor Garza        | 1        | 128           |
| 18  | Konnan el Bárbaro   | 1        | 70            |

### Mayor cantidad de reinados
| Reinados | Luchador (es)                        |
| -------- | ------------------------------------ |
| 3 veces  | Universo 2000                        |
| 2 veces  | Rayo de Jalisco Jr., Último Guerrero |